# Attalide
Attalide (in greco antico: Ἀτταλίς?, Attalís) era la quarta delle cinque tribù di Atene posteriori alla riforma di Clistene, istituita nel 201 a.C. in onore del re di Pergamo Attalo I.

## Demi
La tribù Attalide comprendeva, come le altre, una trittia della Mesogea, una della Paralia e una dell'asty, alle quali inizialmente appartenevano 4, 4 e 3 demi, aventi rispettivamente 16, 23 e  buleuti, per un totale di 12 demi e 50 buleuti (compreso il demo nuovo, assegnato ad una trittia non identificata, e i suoi cinque buleuti). Ognuna delle undici tribù esistenti (la Antigonide e la Demetriade erano già state abolite) aveva fornito un demo; in più era stato creato il nuovo demo di Apollinide, in onore della moglie di Attalo, Apollinide.
I demi calarono a 11 nel 126. Questo è l'elenco:

### Trittia della Mesogea
- Icario (dall'Egeide)
- Eo Deceleico (dalla Tolemaide)
- Agnunte (dall'Acamantide)
- Atmono (dalla Cecropide)

### Trittia della Paralia
- Probalinto (dalla Pandionide)
- Sunio (dalla Leontide)
- Enoe (dall'Aiantide, dal 126 Adrianide)
- Atene (dall'Antiochide)

### Trittia dell'asty
- Agrile inferiore (dall'Eretteide)
- Tirmide (dall'Eneide)
- Coridallo (dall'Ippotontide)

### Trittia non identificata
- Apollinide (creato in questa occasione)